# Ingegerd Hansson
Ingegerd Margareta Hansson(-Baltatzis), född 3 april 1934 i Hudiksvall, död 25 juli 2021 i Hudiksvall, var en svensk barn- och ungdomspsykiater.

## Biografi
Hansson, som var dotter till förman Hans W. Hansson och Ingrid Sandberg. Hon blev filosofie kandidat 1958, medicine licentiat och legitimerad läkare 1970 och specialistkompetent i barn- och ungdomspsykiatri 1977.
Hansson var underläkare vid ungdomskliniken i Lund 1967–1973, Sankt Lars sjukhus och psykiatriska kliniken i Lund, Vipeholms sjukhus i Lund, barn- och ungdomspsykiatriska kliniken i Umeå, barnkliniken i Hudiksvall 1974–1977. Från 1978 var hon överläkare vid barn- och ungdomspsykiatriska kliniken i Sundsvall, och klinikchef vid barn- och ungdomspsykiatriska länsverksamheten i Västernorrlands län 1978–1986.
Hansson verkade för införandet av terapiformer med bild, musik och drama i kliniskt barn- och ungdomspsykiatriskt arbete.